# 무위사
무위사(無爲寺)는 대한민국 전라남도 강진군 성전면 월출산에 있는 사찰이다. 진평왕 39년(서기 617)에 창건된 것으로 추정된다. 
남북국 시대 신라의 승려인 원효가 창건한 사찰로, 창건 당시에는 관음사(觀音寺)라고 명명하였으며 875년(헌강왕 1) 도선(道詵)이 중건하여 갈옥사(葛屋寺)라고 개칭하였다. 1555년(명종 10)에 들어서 아무것도 하지 않는다는 뜻의 무위사라는 명칭을 사용했다.
본래는 23동의 건물과 35개의 속암을 거느릴 정도로 크기가 매우 큰 사찰이었으나 화재로 인해 크기가 축소되었고 1739년(영조 15)때 되어서 전각을 보수했다.
현재 무위사에서 가장 오래된 건물은 극락세계를 관장하는 아미타여래를 모신 극락보전(국보 제13호)이다.